# Карло Ботта
Ка́рло Бо́тта (італ. Carlo Giuseppe Guglielmo Botta; *6 листопада 1766 — †10 серпня 1837) — італійський історик і лікар.

## Життєпис
Вивчав медицину в Університеті Турину, в двадцять років отримав звання доктора. Переслідуваний за свої погляди, Ботта 1794 виїхав з Італії до Франції, де спочатку був військовим лікарем, а потім ректором академій в Нансі і Руані. 
Автор ґрунтовних історичних праць:
- «Історія Італії з 1789 до 1814 р.» (5 тт.)
- «Історія Італії, продовження історії Італії Гвіччардіні до 1789 р.» (10 тт.)
- «Історія народів Італії» (3 тт.)